# Tratado entre Aníbal y Filipo V
El Tratado entre Aníbal y Filipo V fue un acuerdo entre el rey Filipo V de Macedonia y el general cartaginés Aníbal. El tratado se firmó con el objetivo de crear una coalición antirromana que pudiera destruir a la fuerte república. Es probable que Filipo firmara el tratado con el fin de poder expansionarse por el territorio griego sin la amenaza de Cartago, amenaza que se anulaba con el susodicho tratado. Se firmó tras la batalla de Cannas.

## Aníbal

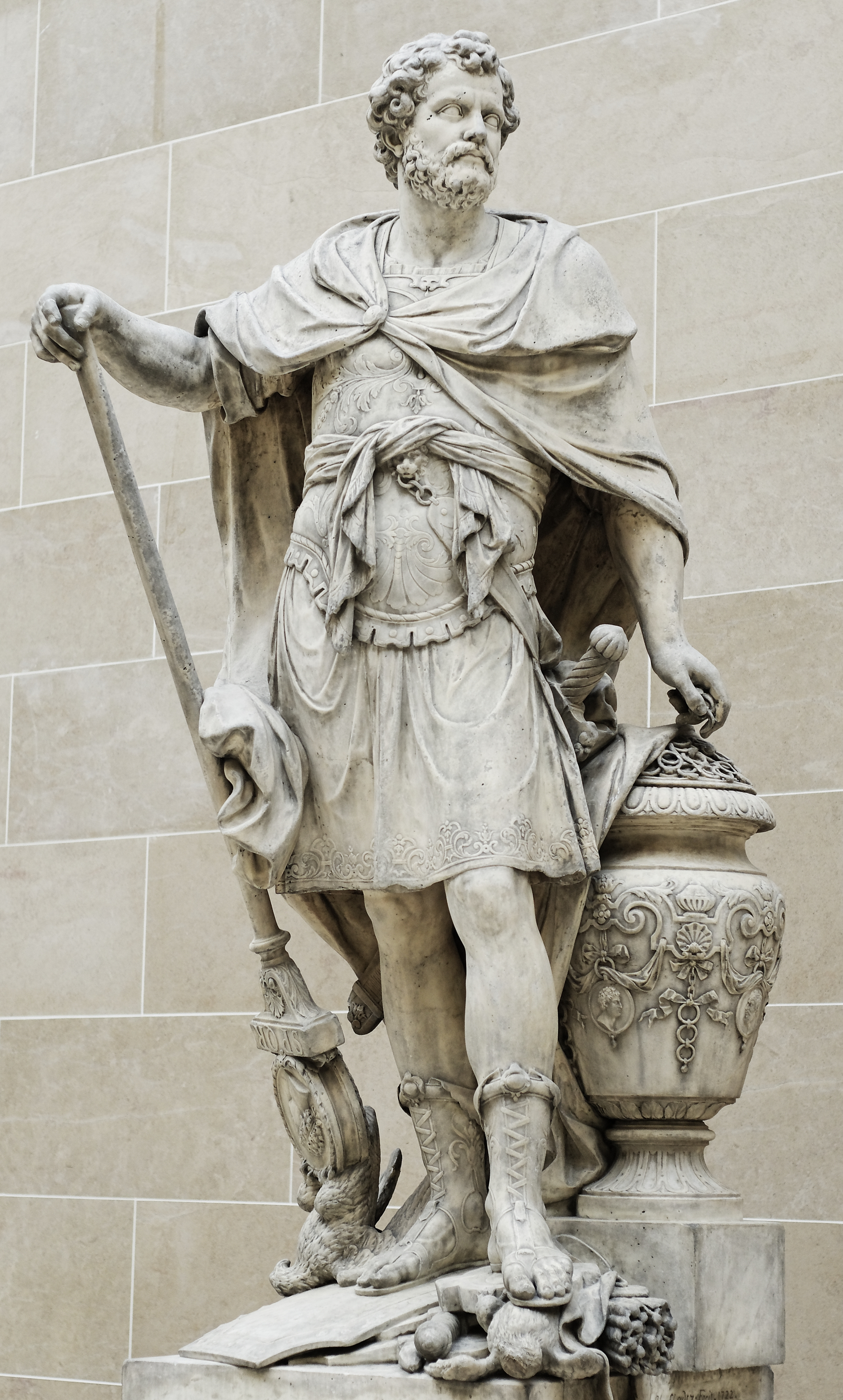
Aníbal Barca.

Aníbal partió de Hispania para enfrentarse a Roma. Este alzamiento supuso el desencadenamiento de la segunda guerra púnica. Durante las primeras batallas, Aníbal se alzó con unas sorprendentes y fulminantes victorias frente a las legiones romanas. Mientras la guerra proseguía en Hispania encabezada por los comandantes Asdrúbal y Magón, Aníbal combatía a la República en el mismísimo territorio itálico. La alianza con Filipo V suponía la apertura de un nuevo frente en el flanco oriental del escenario bélico contra Roma, que parecía a punto de culminar con una derrota total romana.

## Filipo V

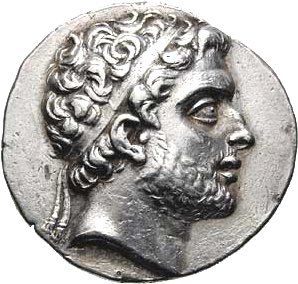
Filipo V de Macedonia.

El rey macedonio mientras, observaba la expansión territorial romana por la costa oriental del mar Adriático. Roma había derrotado a los ilirios bajo las órdenes de la reina Teuta, atacándola con el pretexto de que Iliria se dedicaba a la piratería, atentando gravemente contra los intereses de los mercaderes. Tras la victoria en Iliria, la mayor parte del territorio se convirtió en un protectorado romano. Muchas islas y ciudades costeras griegas (como Apolonia o Corfú) estaban apoyadas por Roma. La Liga Etolia mientras, atacaba el reino de Filipo, que también estaba presionado por el este por el Imperio seléucida y sobre todo por Atalo I de Pérgamo. Filipo buscó un poderoso aliado con el fin de frenar la amenaza romana sobre su frente occidental. Aníbal se convirtió en este aliado.

## La Embajada
El historiador romano Tito Livio relata en su obra Ab Urbe condita libri como Filipo envío una delegación al general cartaginés tras tener noticias de su aplastante victoria en Cannas con el fin de forjar una alianza entre las dos potencias mediterráneas. Durante el verano de 215 a. C., la delegación de Filipo partió de Macedonia rumbo a Italia. A pesar de tomar precauciones con el fin de no ser capturados, los delegados fueron descubiertos por los romanos, al igual que el tratado. Los delegados comparecieron ante el senador romano Marco Valerio Levino, que tras interrogarles y descubrir todo, les dejó que siguieran su camino escoltados por una fuerza con el fin de que llegaran seguros a su destino en el campamento de Aníbal. El general cartaginés firmó sin dudar el tratado.